# 3275 Oberndorfer
3275 Oberndorfer este un asteroid din centura principală, descoperit pe 25 aprilie 1982, de Edward Bowell.